# Puente Rodoferroviario Rollemberg-Vuolo

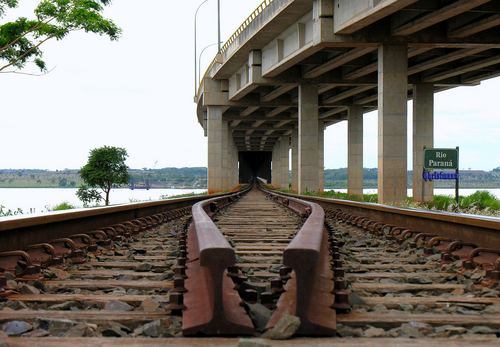
Vista de la vía ferroviaria del puente desde São Paulo

El puente rodoferroviario Rollemberg-Vuolo une los estados brasileños de Mato Grosso del Sur y São Paulo sobre el río Paraná, uniendo la ciudad sur-matogrossense de Aparecida do Taboado a la ciudad paulista de Rubineia.
Su construcción fue defendida por vez primera por Euclides da Cunha, en 1901 y, medio siglo después, en la Conferencia de los Gobernadores de la Cuenca Paraná-Uruguay.
Fue inaugurado el 29 de mayo de 1998, después de una inversión de más de 800 millones de reales por los gobiernos federal y de São Paulo. La construcción corrió a cargo de la constructora brasileña Constran.
Tiene cuatro vías de circulación para vehículos de carretera en la parte superior, dos por cada sentido, uniendo las carreteras Euclides da Cunha (SP-320) y BR-158, siendo importante vinculación entre las regiones Sureste y Centro-Oeste de Brasil. En la parte inferior discurre una vía ferroviaria.
Su construcción posibilitó la conclusión del ferrocarril Ferronorte, que une la malla ferroviaria del estado de São Paulo con la ciudad de Alto Taquari, en el estado de Mato Grosso, permitiendo el traslado de la producción de grano del Centro-Oeste brasileño.
Tiene una longitud  total de 3.700 metros, siendo el mayor puente fluvial brasileño. Cada arco posee 100 metros de extensión. En su construcción fue utilizada una plataforma flotante alemana, estando durante algunos años abandonada al lado del puente. En ejecución judicial por el no pago de la misma al acreedor, esta fue finalmente subastada.
En esa obra fue utilizado por primera vez un sistema de alerta de tempestades específico para esta obra. El meteorólogo responsable, más conocido como el "hombre del tiempo", se llamaba Nilo José do Nascimento Franco. Y con esta monitorización no se produjeron víctimas, achacables a las intensas tempestades que ocurrían en la región.
- Datos: Q10351383
- Multimedia: Ponte Rodoferroviária Rollemberg-Vuolo / Q10351383